# Frank Ragnow
(en) Statistiques sur pro-football-reference
Frank Ragnow, né le 17 mai 1996 à Victoria (Minnesota), est un sportif professionnel américain de football américain ayant joué au poste de centre pendant sept saisons dans la National Football League (NFL) pour la franchise des Lions de Détroit.

## Biographie

### Carrière universitaire
Étudiant à l'université de l'Arkansas, Ragnow y joue pour les Razorbacks de 2015 à 2017 au sein de la NCAA Division I FBS et sa Southeastern Conference (SEC).
Il y obtient deux sélections dans la 1re équipe All-American (2016, 2017) et de la SEC (2016, 2017) ainsi qu'une sélection des meilleurs joueurs de première année (freshman) de la SEC en 2014.

### Carrière professionnelle
Ragnow est sélectionné en 20e choix global lors du premier tour de la draft 2018 de la NFL par la franchise des Lions de Détroit, devenant le centre sélectionné le plus tôt de l'histoire des Razorbacks de l'Arkansas, surpassant Steve Korte (en) sélectionné en 34e choix global en 1983.
IL y effectue toute sa carrière et obtient quatre sélections au Pro Bowl soit au terme des saisons 2020, 2022, 2023 et 2024. Il est également sélectionné à trois reprises dans la 2e équipe All-Pro (2020, 2023, et 2024).
Le 2 juin 2025, Ragnow annonce qu'il prend sa retraite de la NFL après y avoir joué sept saisons.